# District d’Auliekol
Le district d'Auliekol (en kazakh : Әулиекөл ауданы) est un district de l'oblys de Kostanaï, situé au nord du Kazakhstan.

## Géographie
Le centre administratif du district est la ville d'Auliekol.

## Démographie
En  2013, le district a une population de 46 071 habitants.